# Labi (Brunei)
Labi (malaiisch Mukim Labi) ist ein Mukim oder Verwaltungsbezirk des Daerah Belait von Brunei. Er hat 1.216 Einwohner (Stand: 2016). Der Bezirk untersteht einem Penghulu, momentan ist der Amtsinhaber Haji Kamarhan bin Atma (seit 7. Juli 2003).

## Geographie

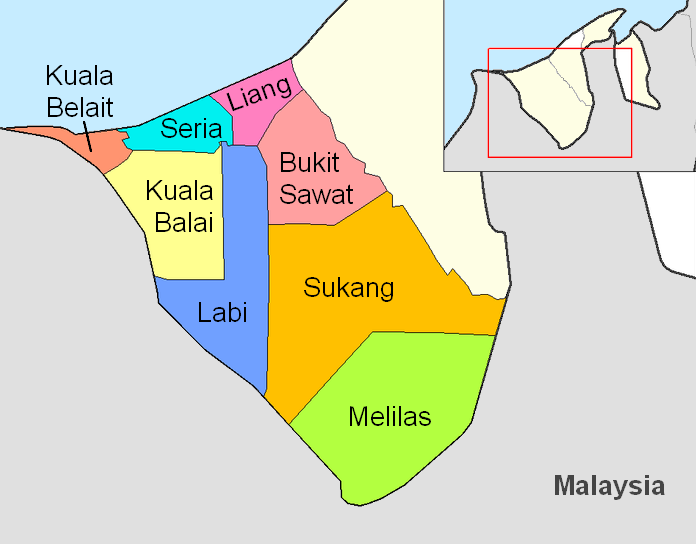
Bezirke in Belait

Der Bezirk erstreckt sich vom Zentrum des Distrikts nach Südwesten. Er hat keinen Zugang zum Südchinesischen Meer, das nur wenige Kilometer weiter nördlich liegt, hat aber gemeinsame Grenzen mit den meisten anderen Mukim des Distrikts. Er grenzt an Liang im Norden, Bukit Sawat im Nordosten, Sukang im Osten, und bildet die Grenze zu Sarawak (Malaysia) im Süden und Westen und zum Mukim Kuala Balai und Seria im Nordwesten.
Im dicht bewaldeten Süden erstreckt sich das Labi Forest Reserve. Ein bedeutender Fluss ist der Sungai Rampayoh, die meisten Flüsse entwässern über den Sungai Belait ins Meer.
2006 hatte Labi 2300 Einwohner.
| Nordwesten: Kuala Balai / Seria | Norden: Liang           | Nordosten: Bukit Sawat |
| Westen: Sarawak Malaysia        |                         | Osten: Sukang          |
| Südwesten: Sarawak Malaysia     | Süden: Sarawak Malaysia |                        |

## Verwaltungsgliederung
Der Mukim umfasst die folgenden Ortschaften (Kampong):
- Kampong Bukit Puan
- Kampong Tapang Lupak
- Kampong Tenajor
- Kampong Ratan
- Kampong Gatas
- Kampong Kenapol
- Kampong Terunan
- Kampong Kesilin
- Kampong Labi Lama
- Kampong Mendaram Besar
- Kampong Mendaram Kecil
- Kampong Teraja
- Kampong Sungai Petani
- Kampong Malayan

## Bildung
In Labi gibt es nur Grundschulen (Labi Primary School, Rampayoh Primary School, Chung Hwa School). Die Anwohner müssen für weiterführende Schulen in die Städte Seria oder Kuala Belait fahren.

## Einrichtungen und Wirtschaft
Es gibt als einziges Krankenhaus die Labi Health Clinic (seit Oktober 2002).
Die Gegend von Labi, gelegen in den Ebenen von Belait, ist bekannt für seine landwirtschaftlichen Produkte. Reis, Früchte und Gemüse werden angebaut. Vor allem die Orangensorte limau labi ist zu einer Marke geworden. Das Brunei Agricultural Department hat ein Büro in Labi eingerichtet, um die Landwirte vor Ort zu betreuen.
2003 wurden in Labi schätzungsweise 607 t Gemüse erwirtschaftet, ca. 1700 t Früchte und 170 t Reis.